# Imigração venezuelana no Brasil
A imigração venezuelana no Brasil era, até o início da década de 2010, pouco expressiva se comparada com a imigração de outros povos sul-americanos como os argentinos, bolivianos ou paraguaios. O Brasil, junto com Colômbia, Equador, Peru, Chile, Cuba e Argentina é um dos países que mais têm venezuelanos na América Latina (apesar dos Estados Unidos e da Espanha serem os países mais procurados por esta população). A maioria destas pessoas vêm ao Brasil a trabalho (por meio de governo e empresas privadas), porém, com os problemas que acometeram na Venezuela desde meados dos anos 2010, venezuelanos saíram do seu país, parte deles como solicitantes de refúgio.
De 15.º país com mais venezuelanos fora da Venezuela, em 2018 o Brasil se tornou um dos 10 países com mais venezuelanos do mundo por conta de refugiados, que entram no país pelo estado de Roraima. Há cerca de 128 mil venezuelanos que vivem refugiados no país, segundo dados do Instituto Brasileiro de Geografia e Estatística (IBGE).

## Crise migratória
O aumento do fluxo na década 2010 provocou uma crise no Brasil em relação ao recebimento de migrantes e refugiados.
O fluxo se tornou intenso nos últimos meses de 2017 e início de 2018, centrado até então no estado de Roraima. A prefeitura de Boa Vista estimou que até janeiro de 2018, cerca de 40 mil venezuelanos já se instalaram na cidade, a maioria dos quais em condições precárias. O fluxo equivale a mais de 10% da população local, de 330 mil habitantes. Em 8 de fevereiro de 2018, o Governo brasileiro anunciou o envio de mais soldados para a fronteira com a Venezuela, e o Ministro da Defesa, Raul Jungmann, disse que dezenas de milhares de refugiados serão realocados para outras regiões do país.
Em 12 de fevereiro de 2018, o governo brasileiro anunciou a criação de um grupo para tratar da crise de refugiados em Roraima: Operação Acolhida.

## Migração de indígenaswarao
Uma quantidade notável dos venezuelanos que emigram para o Brasil são da etnia indígena warao, oriundos do norte da Venezuela, que viveram por muito tempo isolados da sociedade, mas com a crise humanitária no país, passaram a se deslocar. A maioria deles, ao migrar, se assentam no estado de Roraima, na qual é limítrofe com a Venezuela.

### Espírito Santo
Em 16 de agosto de 2022, cerca de 25 waraos advindos de Teixeira de Freitas, Bahia, por sua vez oriundos do Pará, primeira parada após sair da Venezuela, foram deixados por um ônibus clandestino fretado pelo município num local próximo à rodoviária de Vitória, Espírito Santo, durante a madrugada, gerando assim um debate sobre de quem seria a responsabilidade assistencial e se seria legal "transferir o problema para outra cidade". No mesmo dia, foram enviados para um abrigo provisório no Centro Pop, em Santo Antônio, com previsão de chegada de mais 21 e, dois dias depois, foram realocados para uma casa própria na rodovia Serafim Derenzi após pressão de órgãos e uma carta aberta da Arquidiocese de Vitória solicitando para que não os deixassem com moradores de rua.
Mesmo com o secretário de Assistência Social de Teixeira de Freitas, Marcelo Teixeira, negando as acusações de negligência afirmando que "dignidade a esse povo não faltou" e que a iniciativa de mudança para a capital foi dos próprios indígenas, ele foi criticado em suas redes sociais. A prefeitura de Vitória alegou não ter sido avisada previamente da chegada dos venezuelanos, de tal modo que, "se soubesse, teria preparado uma acolhida mais digna". O secretário, por sua vez, disse que não o fez por entender que deveria ser feito à FUNAI, que não ofereceu suporte. Tanto a Secretaria de Justiça, Direitos Humanos e Desenvolvimento Social da Bahia quanto o próprio Governo estadual também não foram comunicados, mas responderam que, diante da "apatia" do Governo Federal, estudam estratégias para a inclusão dos indígenas na sociedade mesmo não sendo de sua atribuição.